# 吉约讷河畔巴佐什
吉约讷河畔巴佐什（法語：Bazoches-sur-Guyonne，法語發音：[bazɔʃ syʁ ɡɥijɔn]）是法国中北部法兰西岛大区伊夫林省的一个市镇，属于朗布依埃区。 

## 地理
吉约讷河畔巴佐什（48°46'42"N, 1°51'37"E）面积5.66 平方千米，位于法国法蘭西島大區伊夫林省，该省份为法国北部内陆省份，北起瓦兹河谷省，西接厄尔省，西南接厄尔-卢瓦省，东南接埃松省，东临上塞纳省。
与吉约讷河畔巴佐什接壤的市镇（或旧市镇、城区）包括：马雷伊勒吉永、梅雷、莱梅尼勒、蒙福尔拉莫里、旧诺夫勒、圣雷米洛诺雷、莫德尔河畔勒特朗布莱。

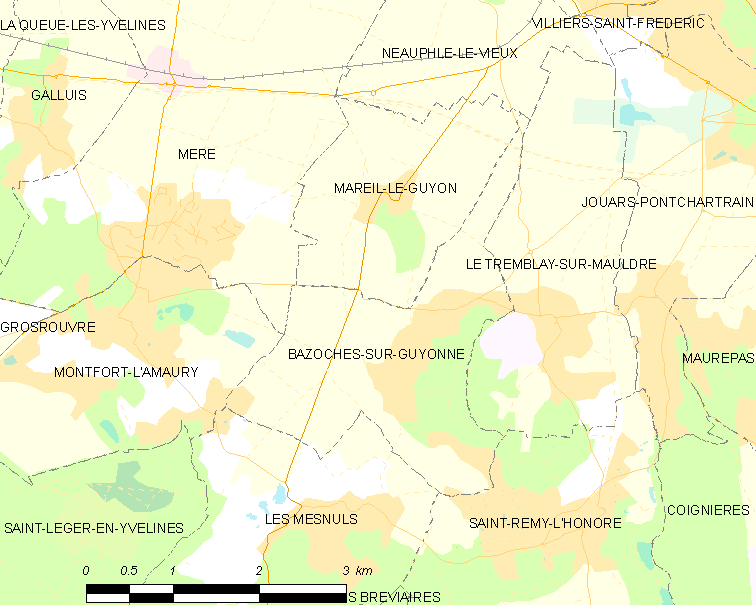
吉约讷河畔巴佐什的OSM定位图

吉约讷河畔巴佐什的时区为UTC+01:00、UTC+02:00（夏令时）。

## 行政
吉约讷河畔巴佐什的邮政编码为78490，INSEE市镇编码为78050。

## 政治
吉约讷河畔巴佐什所属的省级选区为欧贝让维尔县。

## 人口

1962-2008年间吉约讷河畔巴佐什人口变化图示

吉约讷河畔巴佐什于2022年1月1日时的人口数量为697人。